# Castellafiume
Castellafiume est une commune de la province de L'Aquila dans les Abruzzes en Italie.

## Géographie
Castellafiume se situe à 110 km de Rome. Elle est bordée par le fleuve Liri sur son versant occidental.

### Hameaux
Pagliara

### Communes limitrophes
Capistrello, Cappadocia, Filettino (FR), Tagliacozzo

## Histoire
Selon l'Histoire de Castellafiume de Dante Di Nicola, le village fut habité au XIIe siècle, le village de Castellafiume, appartenait au Comte de Tagliacozzo. En 1806, Castellafiume faisait partie de la Commune de Cappadoccia, une commune limitrophe dont elle prit son indépendance.

## Culture et patrimoine
La Piazza dell'Emigrante inauguré le 16 août 2009, projet pour commémorer les gens de Castellafiume partis à l'Etranger sous la contrainte historique de trouver refuge dans les autres pays d'Europe ou en Amérique, et commémorer le geste de l'immigration et expliciter sa raison.

## Administration
| Période                                  | Période | Identité         | Étiquette     | Qualité |
| ---------------------------------------- | ------- | ---------------- | ------------- | ------- |
| 27 mai 2003                              | 2008    | Quirino Ricci    | Centro        |         |
| 13 avril 2008                            | 2013    | Maurizi Aurelio  | Liste Civique |         |
| 27 Mai 2013                              |         | Mariani Domenico |               |         |
| Les données manquantes sont à compléter. |         |                  |               |         |